# Caligus pagelli
Caligus pagelli is een eenoogkreeftjessoort uit de familie van de Caligidae. De wetenschappelijke naam van de soort is voor het eerst geldig gepubliceerd in 1958 door Delamare Deboutteville & Nunes-Ruivo.